# Barranc de l'Estany Tort
El barranc de l'Estany Tort és un barranc del terme municipal de l'Ametlla de Mar, en el Baix Ebre.
S'origina en el lloc de Punta Calda, a los Presseguers, al sud-oest del Mas de Canyeco, des d'on davalla cap al sud-est per un sector agrari molt pla. Passa al nord-est del Mas de Tomàs, deixa al sud-oest la partida de la Cova del Duc i el Mas d'Eusébio, i assoleix l'extrem meridional de la Finca de l'Enganxat. Passa pel nord del Mas del Pla i pel sud de Casa de Fortera i del Mas de Guzman, travessa la carretera N-340 i, en aquell moment, es perd, malgrat que la seva conca continua marcada en el territori. Al cap d'un darrer tram per zona en vies d'urbanització, travessa l'autopista de peatge E-15/AP-7, després les vies del Ferrocarril de Barcelona a Tortosa travessant la partida de lo Llop Marí, supera el Camí de les Tres Cales i s'aboca a migdia de la Cala Nova, a la Platja de l'Estany Tort, a la cala anomenada Cala Nova.
A la desembocadura es forma una llacuna litoral, a la part posterior de la platja, on s'hostatgen nombroses espècies endèmiques, especialment insectes i cargols, així com el samaruc, peix en perill crític d'extinció. Aquesta llacuna havia anat perdent la làmina d'aigua, i el 2012 es trobava totalment reblerta de sediments i matèria orgànica, pel que s'hi efectuà una operació de recuperació i manteniment. El 2020 es tornà a actuar pels danys ocasionats pel temporal Gloria.